# ليو دي فريس
ليو دي فريس (بالهولندية: Leo de Vries)‏ (و. 1932 – 1994 م) هو نحات هولندي، ولد في أمستردام، توفي في أمستردام، عن عمر يناهز 62 عاماً.